# Latosterolo ossidasi
La latosterolo ossidasi è un enzima appartenente alla classe delle ossidoreduttasi, che catalizza la seguente reazione:
5α-colest-7-en-3β-olo + NAD(P)H + H+ + O2 ⇄ colesta-5,7-dien-3β-olo + NAD(P)+ + 2 H2O
Questo enzima catalizza l'introduzione di un doppio legame C5 nell'anello B dei Δ7-steroli per ottenere i corrispondenti Δ5,7-steroli nei mammiferi, nel lievito e nelle piante. Fa parte della via di biosintesi degli steroli nelle piante.